# Christoph Mause
Christoph Mause (* 14. Dezember 1966 in Bochum) ist ein deutscher Gitarrist, Komponist und Produzent, der in den 1980er Jahren Bands wie Escape With Romeo, Secret Discovery oder Moon produziert hat und sich zudem seit Anfang der 1990er Jahre als Internet-Entrepeneur einen Namen gemacht hat. 2016 hat er die von ihm 1995 gegründete ecx.io International AG erfolgreich an IBM verkauft.

## Werke (Auswahl)
Mit Escape With Romeo:
- Helicopters In The Falling Rain – CD (Soundfactory, 1990)
- Autumn Of Venus – CD (Soundfactory, 1991)
- Stripped – CD (Soundfactory, 1992)

Mit Secret Discovery:
- Wasted Dreams – CD (Soundfactory, 1994)
- Cage of Desires – CD (Soundfactory, 1994)

Mit Moon:
- Salinas – EP (Subway Records, 1992)
- Explain! – CD (Subway Records, 1993)

Mit MAY
- Poetry For The Braindead – EP (Marx Capital Records, 2013)
- My 1st Sony – Album (k22 music, 2019)